# Unió Europea de Futbol Sala
La Unió Europea de Futsal (UEFS) és l'organisme que dirigeix la pràctica del futsal a Europa. Forma part de l'Associació Mundial de Futsal (AMF).
Actualment la UEFS (futsal) i la UEFA (futbol) es disputen la representativitat del futbol sala europeu. La UEFS és un organisme específic per al futsal i la UEFA inclou el futbol sala dins un comitè en la seva estructura orientada al futbol.
La UEFS organitza el campionat d'Europa, amb anterioritat als de la UEFA.
| Membres de la Unió Europea de Futbol Sala (UEFS) |                                          |                                                                              |
|                                                  | Organisme                                | Lloc web                                                                     |
| Alemanya                                         | Futsal Deutschland                       |                                                                              |
| Anglaterra                                       | England Federation of Futsal             |                                                                              |
| Armènia                                          | Federació Armènia de Futsal              |                                                                              |
| Belarús                                          | Federació Belarussa de Futbol sala       | http://www.futsal-by.com/ Arxivat 2007-10-07 a Wayback Machine.              |
| Bèlgica                                          | Association Belge de Football en Salle   | http://www.belgianfutsalfed.be/                                              |
| Catalunya                                        | Federació Catalana de Futbol Sala (FCFS) | http://www.futsal.cat/                                                       |
| Dinamarca                                        | Federació Danesa de Futbol sala          |                                                                              |
| Espanya                                          | Confederación Nacional de Fútbol Sala    | http://cnfutbolsala.com/                                                     |
| França                                           | Union National Des Clubs De Futsal       | http://www.uncfs.org/                                                        |
| Grècia                                           | Federació Grega de Futbol sala           |                                                                              |
| Itàlia                                           | Federazione Italiana Futsal (FIF)        | www.federazioneitalianacalciodasala.it Arxivat 2013-05-28 a Wayback Machine. |
| Kazakhstan                                       | Federació del Kazakhstan de Futbol sala  |                                                                              |
| Letònia                                          | Federacio de Letònia de Futbol sala      |                                                                              |
| Noruega                                          | Indoor Football Scandinavia (IFS)        | http://www.indoorfootball.net/ Arxivat 2007-06-04 a Wayback Machine.         |
| País Basc                                        | Federació Basca de Futbol Sala           | http://www.favafutsal.com/                                                   |
| Portugal                                         | Federació Portuguesa de Futbol sala      |                                                                              |
| Rússia                                           | Federació Russa de Futbol sala (FFR)     | http://www.futsal-ffr.ru                                                     |
| República Txeca                                  | Ceská federace sálového fotbalu-futsalu  | http://www.futsal-salovyfotbal.com                                           |
| Ucraïna                                          | Federació Ucraïnesa de Futbol Sala       | http://www.futsalukrain.yard.ru/ Arxivat 2009-02-05 a Wayback Machine.       |

| Membres associats |                                      |                                                              |
|                   | Organisme                            | Lloc web                                                     |
| Austràlia         | Federació Australiana de Futbol sala | http://www.fao.net.au/ Arxivat 2007-06-07 a Wayback Machine. |
| Israel            | Federació d'Israel de Futbol sala    |                                                              |